# Breitling Jet Team
Het Breitling Jet Team of Patrouille Breitling is een Franse civiele aerobatiek-formatie, die sinds 2003 gesponsord wordt door de Zwitserse horlogefabrikant Breitling.
De thuisbasis van het team is Dijon. Er wordt sinds 2008 gevlogen in negen Aero L-39 Albatros-vliegtuigen. In formatie wordt tot op 2,5 meter afstand van elkaar gevlogen. De aerobatics worden uitgevoerd tussen de 30 en 100 meter hoogte bij snelheden tussen de 100 en 700 km/h. De piloten ondergaan versnellingen van -4 tot +8 g.
Breitling stopt eind 2019 met de sponsoring. Het team zoekt een nieuwe geldschieter. Op 15 september 2019 vloog het Breitling Jet Team samen met Patrouille Suisse een afscheidsvlucht tijdens de Sanicole airshow.

## Ongeval
Op zaterdag 15 september 2012 is nabij Valkenswaard een van de toestellen neergestort. Het team was onderweg van de Heldair Show Maritiem op de Kooy naar de Belgische vliegbasis Kleine-Brogel voor de Sanicole airshow. De beide inzittenden konden het toestel met hun schietstoel verlaten.

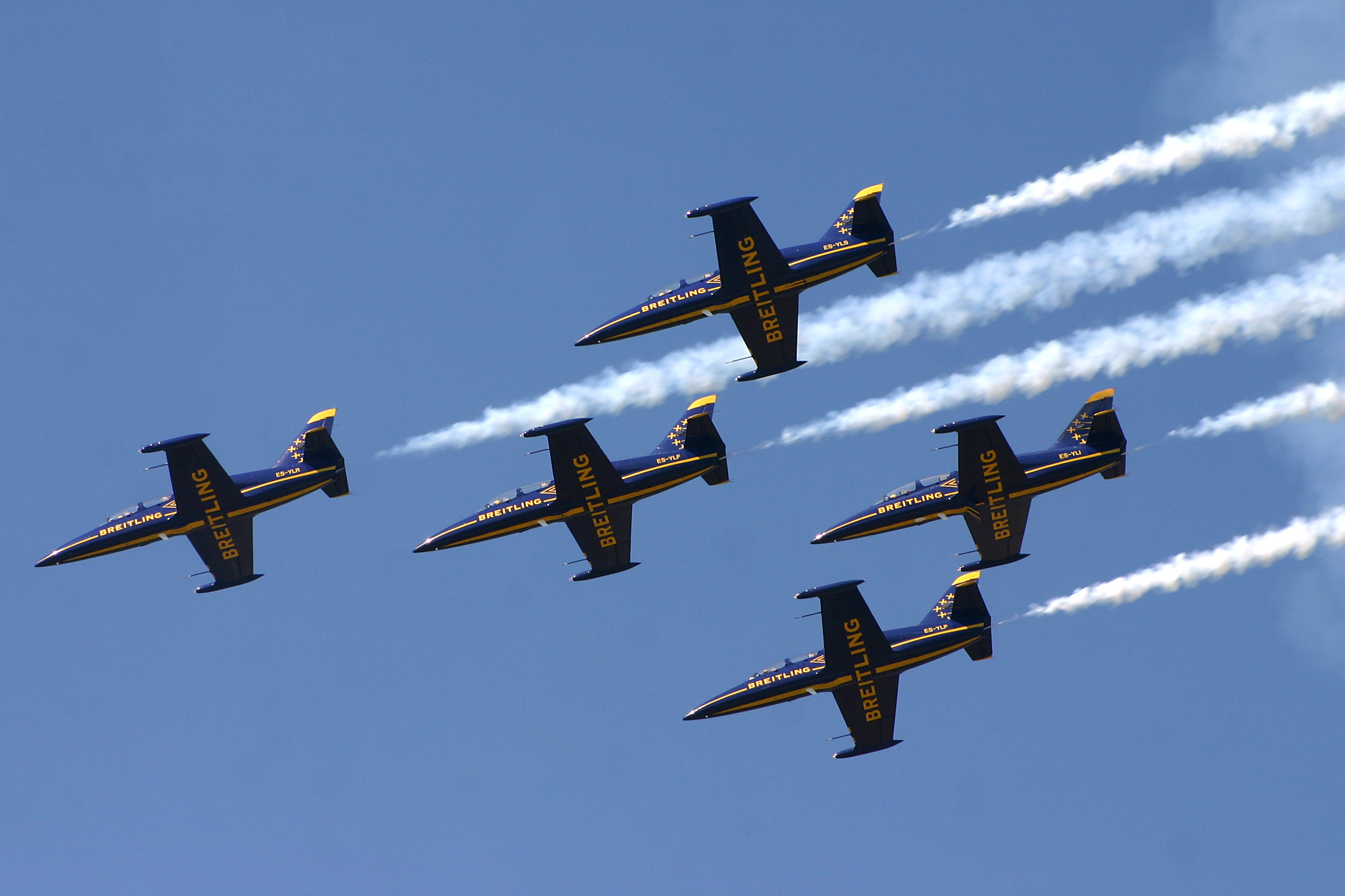
Breitling Jet Team in formatie met rookspoor
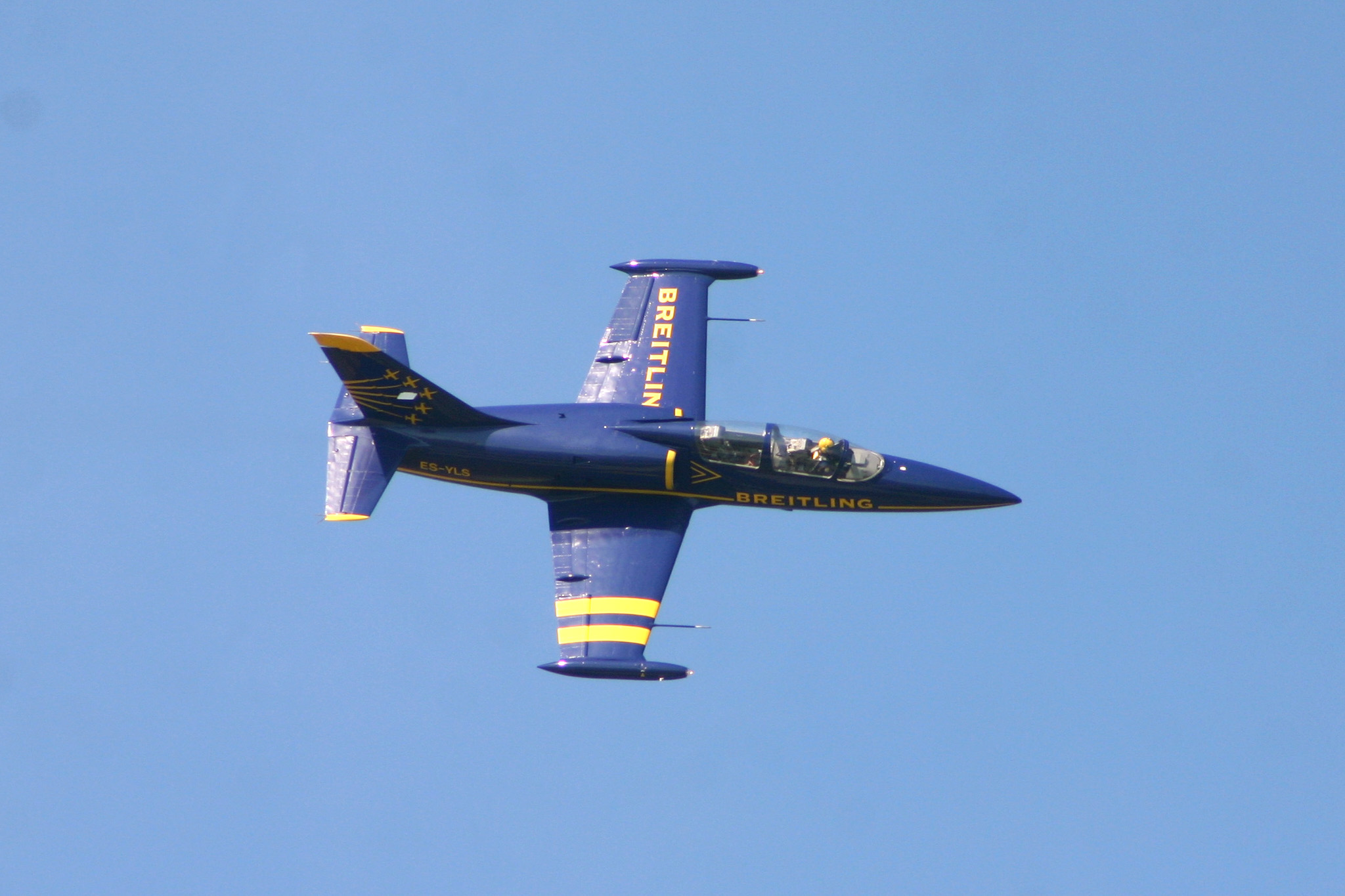
Een L-39s Albatros van het Breitling Jet Team in vlucht
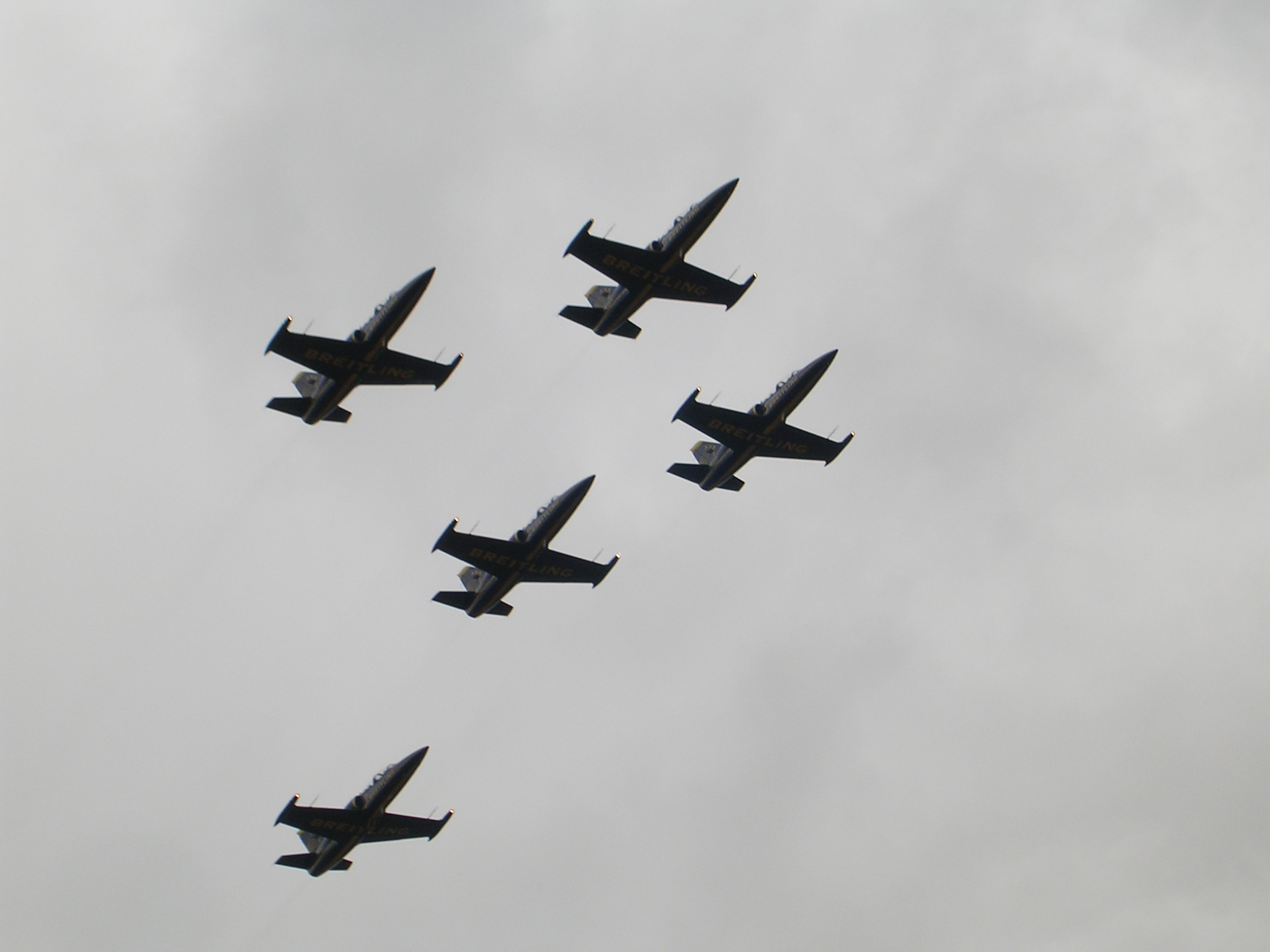
Breitling Jet Team in formatie